# Nina Wadia

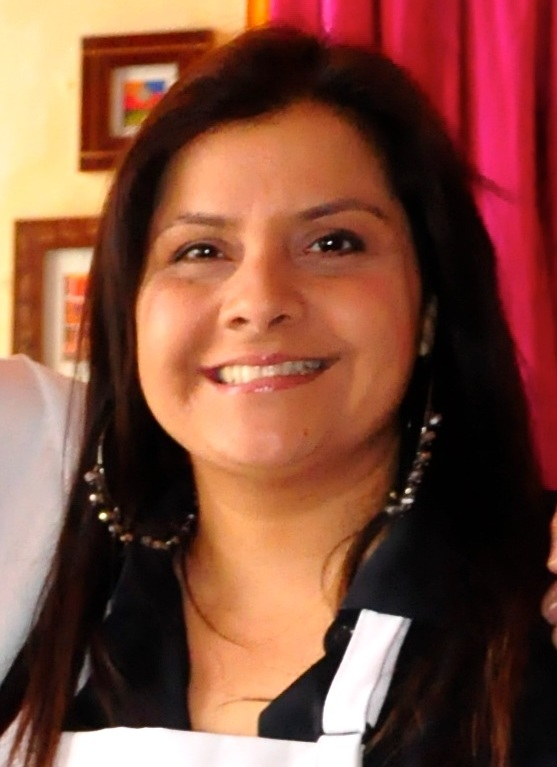
Nina Wadia, 2012

Nina Wadia (* 18. Dezember 1968 in Bombay, Indien) ist eine britische Filmschauspielerin.

## Leben
Nina Wadia wurde in Indien geboren und kam mit 9 Jahren nach Hongkong, wo sie an einer internationalen Schule unterrichtet wurde. Sie kam ins Vereinigte Königreich und wurde ab 1990 dort als Schauspielerin tätig. Ab 2007 spielte sie als Zainab Khan in der Seifenoper EastEnders. Für diese Rolle wurde sie mehrfach für den British Soap Award nominiert und 2009 ausgezeichnet.

## Filmografie (Auswahl)
- 1998–2000: Goodness Gracious Me (Fernsehserie, 19 Folgen)
- 2002: Kick It Like Beckham (Bend It Like Beckham)
- 2003: Code 46
- 2005: New Tricks – Die Krimispezialisten (New Tricks, Fernsehserie, 1 Folge)
- 2007: Namastey London
- 2007–2013: EastEnders (Fernsehserie, 451 Folgen)
- 2013–2018: Still Open All Hours (Fernsehserie, 22 Folgen)
- 2015: Holby City (Fernsehserie, 5 Folgen)
- 2016: Bob, der Streuner (A Street Cat Named Bob)
- 2017: Finding Fatimah
- 2018: Origin (Fernsehserie, 5 Folgen)
- 2019: Aladdin
- 2019: Death in Paradise (Fernsehserie, 4 Folgen)
- seit 2021: The Outlaws (Fernsehserie)
- 2022: Sandman (The Sandman, Fernsehserie, 4 Folgen)
- 2023: Doctors (Fernsehserie, 2 Folgen)
- 2023: Bonus Track
- 2024: Inspector Barnaby (Fernsehserie, 1 Folge)